# Кумпилов, Мурат Каральбиевич
Мурат Каральбиевич Кумпилов (адыг. КъумпӀыл Мурат; род. 27 февраля 1973, а. Уляп, Красногвардейский район, Адыгейская АО, Краснодарский край, РСФСР, СССР) — российский государственный и политический деятель. Глава Республики Адыгея с 10 сентября 2017 года (врио 12 января — 10 сентября 2017). Секретарь Адыгейского регионального отделения партии «Единая Россия» с 7 ноября 2019 года. Член Высшего совета партии «Единая Россия».
Премьер-министр Республики Адыгея с 28 мая 2008 по 28 сентября 2016 года (исполняющий обязанности премьер-министра Республики Адыгея с 12 по 28 мая 2008). Председатель Государственного совета — Хасэ Республики Адыгея с 3 октября 2016 по 14 января 2017 года.
За поддержку вторжения России на Украину и причастность к депортации украинских детей в Россию находится под санкциями всех стран Евросоюза, США, Украины и Великобритании
Племянник жены предыдущего главы Адыгеи Аслана Тхакушинова.

## Биография

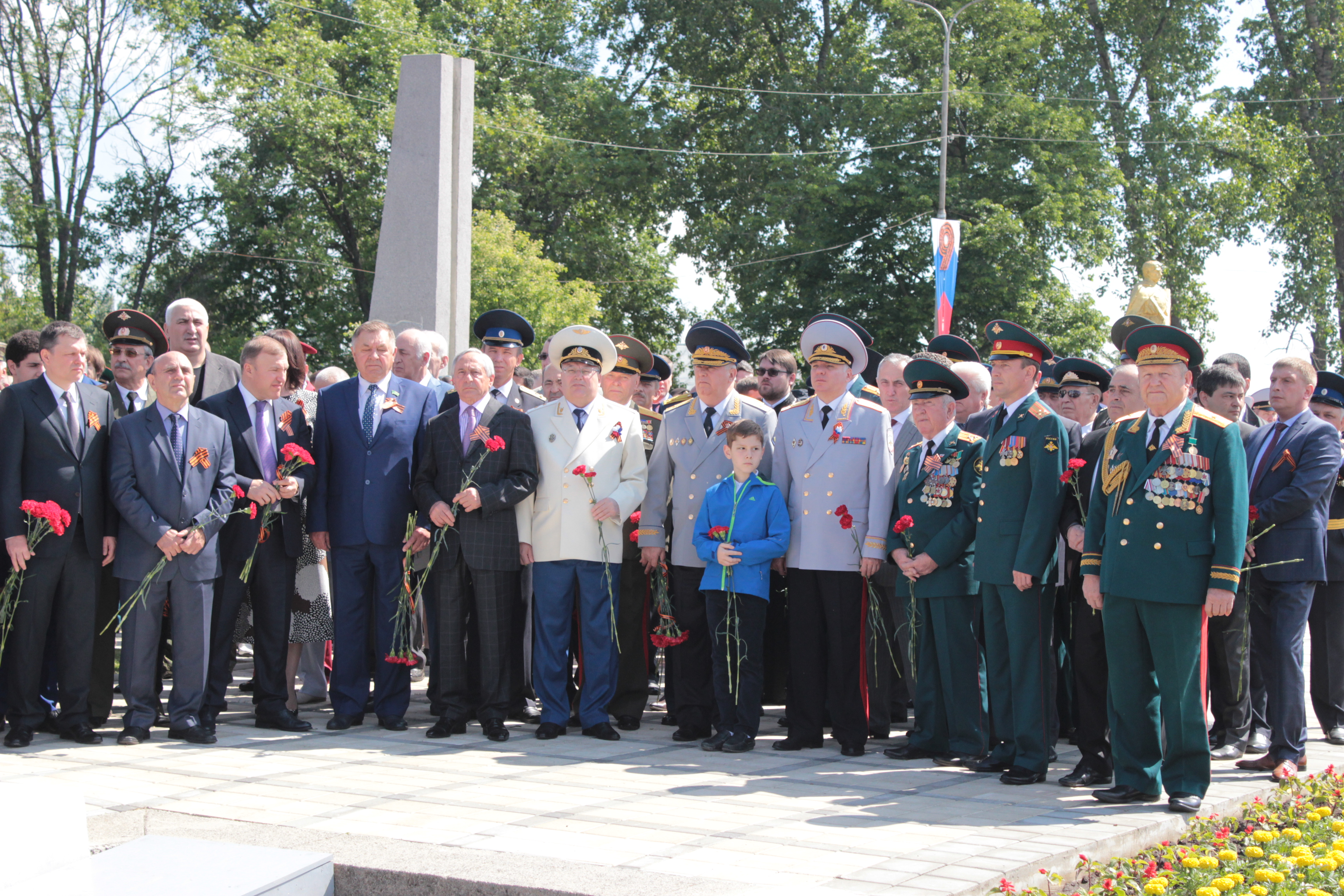
Мурат Кумпилов (3-й слева) на возложении цветов в День Победы. Майкоп, 9 мая 2016

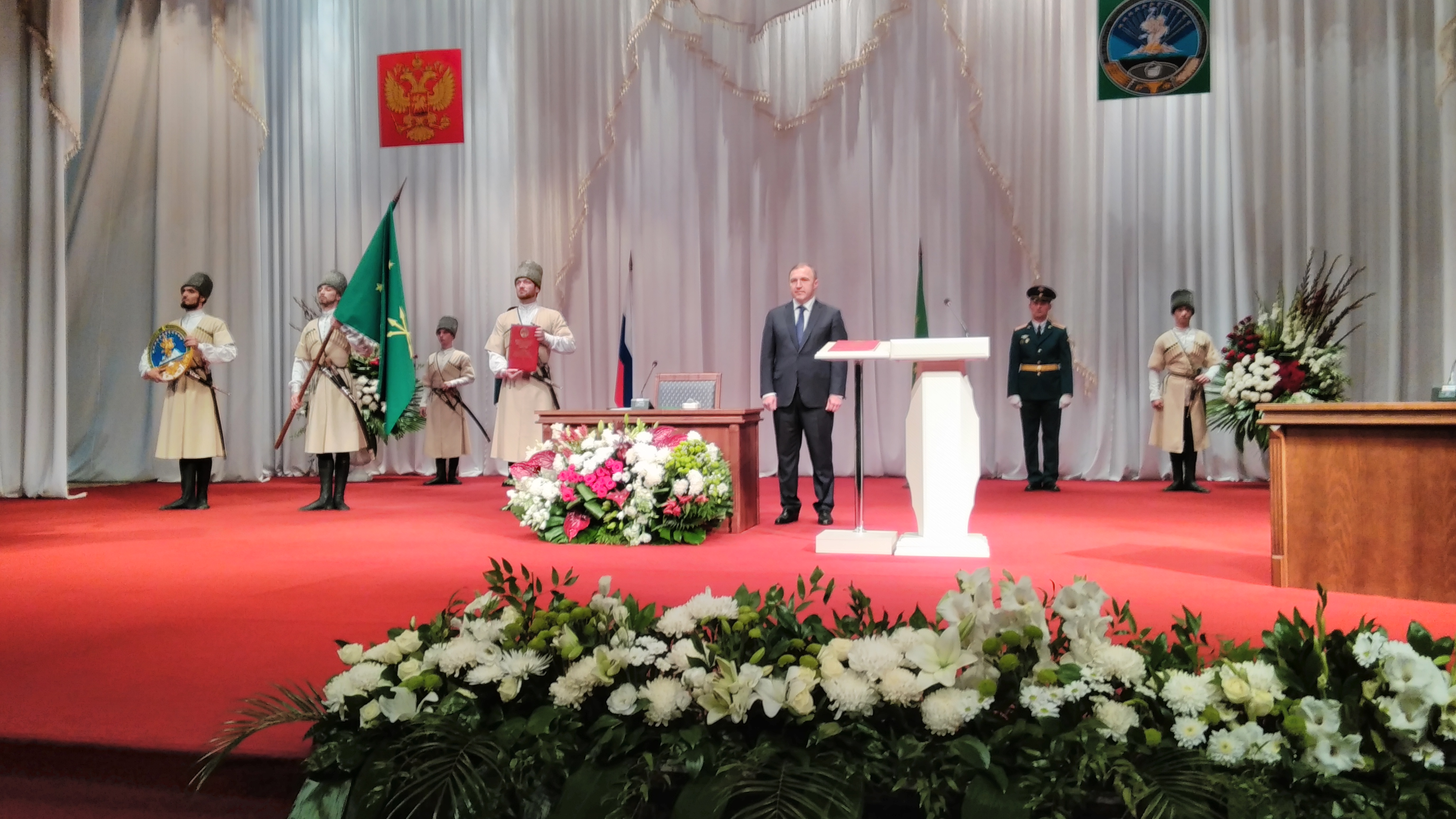
Мурат Кумпилов. Инаугурация 10 сентября 2017, Майкоп

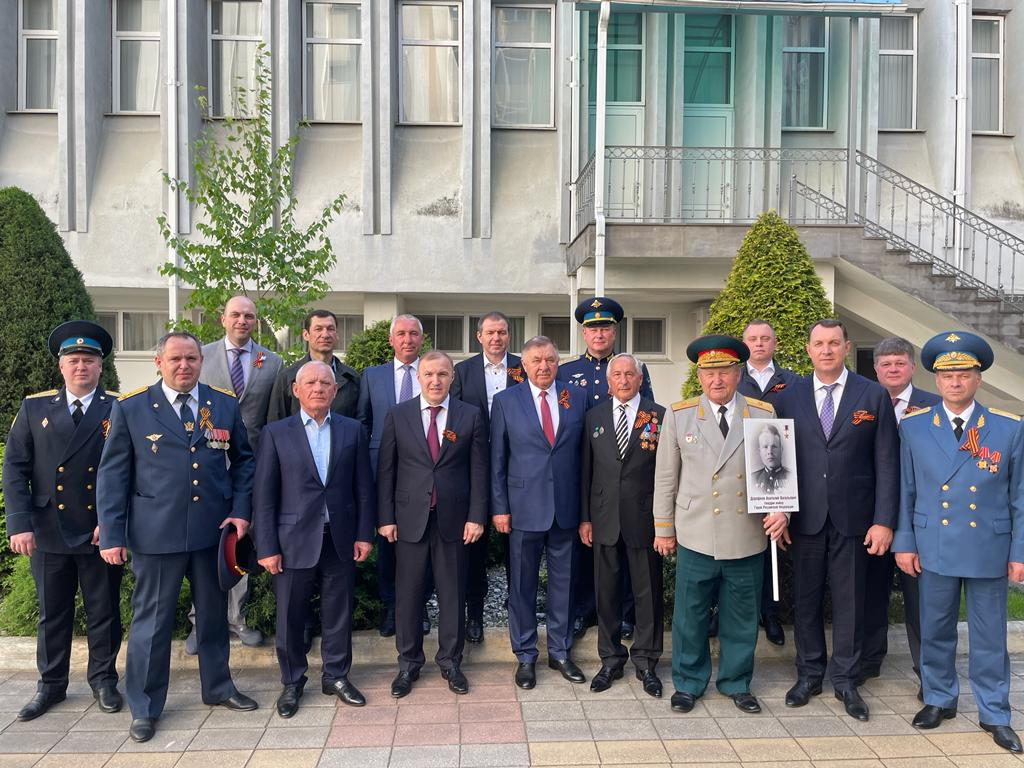
9 мая 2022 года Майкоп

Родился 27 февраля 1973 года в ауле Уляп Красногвардейского района Адыгейской автономной области, в многодетной семье. Отец работал бригадиром рисовой бригады, потом стал агрономом, председателем колхоза «Кавказ». Мать ─ учитель физики и математики. Дед был ветераном ВОВ, в боях получил тяжелое ранение и остался инвалидом.

### Образование
В 1989 году окончил среднюю школу № 9 в ауле Уляп.
В 1994 году окончил Ростовский институт народного хозяйства по специальности «экономика и предпринимательская деятельность».

### Трудовая деятельность
С июля 1993 по июль 1994 — инженер по снабжению и сбыту ассоциации «Промагрос» г. Ростов-на-Дону.
С 1994 по 1997 — главный ревизор-контролёр Красногвардейского Управления федерального казначейства Министерства финансов по Республике Адыгея. Тогда же начал заниматься политической деятельностью, возглавив штаб Аслана Тхакушинова на выборах в парламент республики. Начав трудовую карьеру в Адыгее, Кумпилов продолжал жить с отцом и матерью в родном ауле. На работу в райцентр добирался на попутках, ежедневно проделывая путь в 30 км в одну сторону.
С сентября 1997 по октябрь 1998 — начальник Красногвардейского отделения казначейства.
С октября 1998 по сентябрь 1999 — руководитель Красногвардейского отделения Управления федерального казначейства Министерства финансов по Республике Адыгея.
С сентября 1999 по январь 2002 — руководитель инспекции Министерства РФ по налогам и сборам по Красногвардейскому району.
С января 2002 по 9 апреля 2008 — заместитель руководителя, руководитель Межрайонной ИМНС РФ № 1 по Республике Адыгея.
С 9 апреля по 12 мая 2008 — исполняющий обязанности заместителя премьер-министра Республики Адыгея.
С 12 по 28 мая 2008 — исполняющий обязанности премьер-министра Республики Адыгея.
С 28 мая 2008 по 28 сентября 2016 — Премьер-министр Республики Адыгея.
19 сентября 2016 избран депутатом Государственного совета — Хасэ Республики Адыгея. 28 сентября 2016 освобожден от должности в связи с избранием депутатом Госсовета.
3 октября 2016 по 14 января 2017 — Председатель Государственного совета — Хасэ Республики Адыгея.

### Глава Республики Адыгея
12 января 2017 года указом президента России назначен временно исполняющим обязанности Главы Республики Адыгея.
10 сентября 2017 года избран Главой Республики Адыгея на заседании Государственного совета — Хасэ Республики Адыгея, и в тот же день принёс присягу и вступил в должность Главы Республики Адыгея. При вступлении Кумпилова в должность Председателем Государственного Совета — Хасэ Владимиром Нарожным ему были переданы специально изготовленные экземпляры текста Конституции Республики Адыгея, Государственного флага Республики Адыгея и Государственного герба Республики Адыгея и выдано удостоверение.
Институт экономических и социальных исследований (ИЭСИ) провёл в марте 2019 года исследование, основные итоги которого изложены в докладе «Обновление. Два года новой кадровой политики» от 25 марта. По данным института, более 53 % жителей Адыгеи довольны работой Мурата Кумпилова, а 44,6 % жителей региона уверены в том, что ситуация меняется в лучшую сторону.
С 18 июля 2018 по 28 января 2019 и с 2 августа 2019 по 27 января 2020 — член президиума Государственного совета Российской Федерации.
11 сентября 2022 года на ХIV заседании Государственного совета — Хасэ Республики Адыгея состоялись выборы главы Республики Адыгея. В результате тайного голосования руководителем региона был во второй раз единогласно избран 49-летний Мурат Кумпилов. В здании филармонии принёс присягу и вступил в должность Главы Республики Адыгея. Председателем Государственного Совета — Хасэ Владимиром Нарожным ему были переданы специально изготовленные экземпляры текста Конституции Республики Адыгея, Государственного флага Республики Адыгея и Государственного герба Республики Адыгея и выдано удостоверение.

## Семья
Женат, супруга преподаёт экономику. Четверо сыновей: Джамбот, Давлет, Джантемир и Демир.

## Увлечения
В детстве занимался различными видами спорта: футбол, лёгкая и тяжёлая атлетика, волейбол.
Предпочитает активный отдых в горах Адыгеи и старается приобщить к нему сыновей.
Любит пешие прогулки в парке.
Активно ведёт блоги в Instagram и Facebook.

## Санкции
24 февраля 2023 года Госдепом США Кумпилов включён в санкционный список лиц причастных к «осуществлению российских операций и агрессии в отношении Украины, а также к незаконному управлению оккупированными украинскими территориями в интересах РФ», в частности за «призыв граждан на войну в Украине». Ранее Кумпилов был внесён ФБК в список коррупционеров и разжигателей войны, с предложением введения против него международных санкций.
1 апреля 2023 года внесён в санкционный список Украины как «глава государственного органа, осуществлявший поддержку/поощрение/публичное одобрение политики РФ, направленной на проведение военных действий и геноцид гражданского населения в Украине».
23 июня 2023 года Кумпилов включён в санкционный список всех стран Евросоюза за поддержку действий которые подрывают и угрожают территориальной целостности, суверенитету и независимости Украины, а также за незаконную депортацию украинских детей в Россию:

Он содействует незаконной депортации и похищению украинских детей в так называемые «оздоровительные лагеря» и учреждения перевоспитания, расположенные в его регионе. Мурат Кумпилов является одним из высокопоставленных российских (региональных) руководителей, причастных к незаконной депортации, похищении, усыновлении украинских детей в России. Действия Мурата Кумпилова нарушают права украинских детей, закон Украины, административный регламент Украины— «Официальный журнал Европейского союза», Брюссель, 23 июня 2023 года
17 июля 2023 года попал в санкционный список Великобритании в ответ на насильственную депортацию Россией украинских детей за причастность к «программе российского правительства по принудительной депортации и перевоспитания украинских детей». По аналогичным причинам находится под санкциями Австралии.

## Награды
- Орден «За заслуги перед Отечеством» IV степени (2023)[32]
- Орден Почёта (2 июля 2021) — за большой вклад в социально-экономическое развитие Республики Адыгея[33]
- Медаль «Слава Адыгеи» (3 октября 2016) — за особые заслуги перед Республикой Адыгея